# ساتورو میزوشیما
میزوشیما ساتورو (به ژاپنی: 水島 総, Mizushima Satoru)؛ زادهٔ ۱۸ ژوئن ۱۹۴۹) کارگردان فیلم، و فیلم‌نامه‌نویس اهل ژاپن است.